# Нектарий (Жданов)
Некта́рий (в миру Николай Викторович Жданов; род. 31 июля 1987, Ливны) — иеромонах Русской Православной Церкви, бывший наместник Посольского Спасо-Преображенского монастыря.

## Биография
С 12 лет прислуживал в храме, нёс послушания в алтаре и на клиросе. По окончании школы поступил Московскую духовную семинарию.
С 1 июля 2007 года был принят послушником в Донской ставропигиальный мужской монастырь города Москвы.
По ходатайству архиепископа Орловского и Ливенского Пантелеимона (Кутового) был переведён на заочный сектор семинарии. С февраля по июль 2010 года нёс клиросное послушание в храме Димитрия Солунского города Ливны.
31 марта 2010 года пострижен в иночество в Ахтырском кафедральном соборе города Орла архиепископом Орловским и Ливенским Пантелеимоном, с наречением имени в честь святителя Кирилла Иерусалимского.
В конце июля 2010 года по прошению был переведён в Улан-Удэнскую и Бурятскую епархию.
19 августа 2010 года рукоположен во иеродиакона в Посольском Спасо-Преображенском монастыре епископом Улан-Удэнским и Бурятским Савватием (Антоновым).
28 марта 2011 года пострижен в мантию в нижнем храме Одигитриевского собора города Улан-Удэ тем же архиереем, с наречением имени в честь преподобного Нектария Оптинского.
18 октября 2011 года назначен настоятелем храма в честь апостолов Петра и Павла села Гурульба Иволгинского района Республики Бурятия.
11 марта 2012 года рукоположен в сан иеромонаха епископом Улан-Удэнским и Бурятским Савватием в Одигитриевском соборе города Улан-Удэ.
С 4 марта по 2 сентября 2015 года был исполняющим обязанности председателя миссионерского отдела Улан-Удэнской епархии.
6 июля 2015 года назначен исполняющим обязанности наместника Посольского Спасо-Преображенского мужского монастыря и благочинным монастырей Улан-Удэнской и Бурятской епархии. 24 декабря того же года утверждён в должности наместника решением Священного Синода.
14 января 2016 года рукоположен в сан игумена в Посольском Спасо-Преображенском монастыре митрополитом Савватием.
27 декабря 2016 года решением Священного Синода Русской Православной Церкви освобожден от должности наместника Спасо-Преображенского Посольского монастыря.